# Edward Stankiewicz
Edward Stankiewicz (ur. 17 listopada 1920 w Warszawie, zm. 31 stycznia 2013 w New Haven) – językoznawca, literaturoznawca i slawista, profesor Uniwersytetu Yale.

## Życiorys
Stankiewicz urodził się w spolszczonej rodzinie pochodzenia żydowskiego. Po inwazji III Rzeszy na Polskę we wrześniu 1939 roku wraz z rodziną zbiegł do Lwowa. W 1943 roku został złapany przez Gestapo i przewieziony do obozu w Buchenwaldzie, który udało mu się przeżyć (w 2002 roku opublikował wspomnienia z czasów wojennych). W 1945 roku wyjechał do Rzymu, a następnie w 1949 do Stanów Zjednoczonych. Po ukończeniu studiów na Uniwersytecie Chicagowskim i na Uniwersytecie Harvarda, na którym otrzymał doktorat, został profesorem Uniwersytetu Yale, gdzie pracował do emerytury.
Zajmował się językoznawstwem ogólnym, kontaktami międzyjęzykowymi, stylistyką i poetyką, akcentuacją języków słowiańskich oraz wersologią polską. Wychował wiele pokoleń lingwistów i slawistów oraz doktorów językoznawstwa.
W 1996 roku opublikowany został wybór tekstów Stankiewicza pt. Poetyka i sztuka słowa (red. Ryszard Nycz i Wacław Walecki).

## Publikacje (wybór)
- The Common Slavic Prosodic Pattern and Its Evolution in Slovenian. 1966. The Hague: Mouton.
- Studies in Slavic Morphonemics and Accentology. 1976. Ann Arbor MI: Michigan Slavic Publications.
- Baudouin de Courtenay and the Foundations of Structural Linguistics. 1976. Lisse: Peter de Ridder.
- Grammars and Dictionaries of the Slavic Languages from the Middle Ages up to 1850: An Annotated Bibliography. 1984. Berlin: Mouton.
- The Slavic Languages Unity in Diversity. 1986. Berlin: Mouton.
- The Accentual Patterns of the Slavic Languages. 1993. Stanford CA: Stanford University Press.